# Водоростеїд сіамський
Водоростеїд сіамський (Crossocheilus oblongus), відомий також як SAE, САЕ́ (англ. Siamese algae eater) — риба родини коропових. Використовується в акваріумістиці задля боротьби з небажаними водоростяними утвореннями; вважається однієї з найефективніших відомих науці риб-водоростеїдів. Зовні дуже схожі на споріднених, але менш ефективних риб (Epalzeorhynchus kalopterus, Garra taeniata — «лисички»).

## Загальна характеристика
Батьківщиною сіамського водоростеїду є водойми Таїланду та Малайського півострова. В Європі з'явився вперше у 1962 році. Втім, популярним у акваріумістів вид став не одразу, а лише після того, як відомою стала здатність риб ефективно боротися з деякими видами водоростей-шкідників. SAE — єдиний вид риб, що поїдає червоні водорості. Найкращу ефективаність вони демонструють й у боротьбі з «чорною бородою». Перша наукова назва сіамського водоростеїда — Epalzeorhynchus siamensis.
Водоростеїд має видовжене тіло, стисле у районі хвостового стебла. Очі великі. У передній частині голови розташована пара тонких, направлених вперед вусиків. Забарвлення рибки — зеленувато-коричневе, спинка дещо темніша за нижню частину тіла. Посередині тулуба від носа до закінчення хвостового плавця проходить чорна поздовжня смуга з зубчатими краями (ця смуга є відмінною особливістю SAE від «лисичок» — у останніх вона закінчується до початку хвостового плавця). Усі плавці риби прозорі чи мають білуватий відтінок. У природі сіамські водоростеїди сягають 16 см завдовжки, проте в неволі зазвичай значно менші. Тривалість життя риби становить близько 10 років.

## Таксономія
Первинно був описаний як три різні види: власне як Crossocheilus oblongus (іноді помилково вказувався як Crossochilus oblongus) і як Epalzeorhynchus siamensis у роді Epalzeorhynchus і як Epalzeorhynchos stigmaeus. Crossocheilus oblongus також вказувався у складі роду Labeo, як Labeo oblongus, але ця назва була визнаною невалідною.
Epalzeorhynchus siamensis був спочатку переведений до роду Crossocheilus, вказаний як Crossocheilus siamensis, а пізніше зведений у синонім із Crossocheilus oblongus. Epalzeorhynchos stigmaeus також був зведений у синонім із Crossocheilus oblongus.
Таким чином єдиною валідною науковою назвою для цього виду є Crossocheilus oblongus.

## Умови утримання
Водоростеїдів слід тримати у акваріумах об'ємом більше, ніж 100 літрів (на пару рибок) з великою кількістю живих рослин (бажано широколистих) та значним простором для плавання. Акваріуми з водоростеїдами мають бути обладнані потужними засобами фільтрації та аерації, адже риби цього виду почувають себе значно комфортніше у воді, насиченій киснем. Освітлення — дещо приглушене та розсіяне, ґрунт дрібної фракції. Оптимальні параметри води для утримання Crossocheilus oblongus: температура 24-26 °С, жорсткість 4-20°, pH 6,5-7,0.
Сіамський водоростеїд — миролюбна та дуже активна рибка, що виявляє агресію лише до тих видів, що схожі на неї формою тіла (наприклад, лабео), або ж один до одного у разі переділу території. Існують випадки «зацікавленості» водоростеїдів довгими плавцями Betta, втім вони вкрай рідкі і виникають лише в разі сильного голоду SAE. Найбільш комфортно ці рибки почувають себе у зграї, але можуть утримуватися як парами, так і поодинці. Водоростеїди часто плавають навздогін, проте ніколи не заподіюють один одному шкоди під час цих ігор. Активність SAE спонукає деякі види риб до розмноження та знижує стресові відчуття у мешканців акваріума. Відпочиваючи, водоростеїди лягають на живіт, підтримуючи тіло за допомогою плавців. Молоді особини відпочивають здебільшого на широкому листі водоростей, а дорослі на дні чи пагонах низькоростучих рослин.
Crossocheilus oblongus харчується здебільшого рослинним кормом, здираючи водорості з великих рослин та акваріумного обладнання за допомогою загострених щелеп. Великим рослинам при цьому шкода не заподіюється. У разі нестачі харчування рослинного походження водоростеїди можуть перейти на гранульовані чи пластинчаті корми або мотиль.
У неволі розмноження водоростеїдів відбувається лише при застосуванні гормонів, тож риба переважно імпортується до акваріумів з Південно-східної Азії. Особливістю репродуктивного циклу SAE є сезонні міграції, під час яких вони рухаються вгору за течією під час місяців посухи, і у зворотньому напрямі після підвищення рівня води. Внаслідок цього існує думка, що зміною параметрів води можна викликати нерест водоростеїдів.